# Allsvenskan i handboll för herrar 1974/1975
Allsvenskan i handboll 1974/1975 vanns av Västra Frölunda IF, men HK Drott vann SM-slutspelet och blev svenska mästare.

## Förlopp
- Den 19 januari 1975 noterades Bengt Carlsson i HK Drott för seriens 100 000:e mål genom tiderna under matchen mot Västra Frölunda IF.

## Slutställning
| Nr | Lag                | S  | V  | O | F  | GM  | IM  | MS  | P  |
| -- | ------------------ | -- | -- | - | -- | --- | --- | --- | -- |
| 1  | Västra Frölunda IF | 18 | 13 | 1 | 4  | 342 | 299 | +43 | 27 |
| 2  | IFK Kristianstad   | 18 | 10 | 1 | 7  | 317 | 313 | +4  | 21 |
| 3  | IK Heim (U)        | 18 | 8  | 4 | 6  | 336 | 339 | −3  | 20 |
| 4  | HK Drott           | 18 | 9  | 1 | 8  | 331 | 309 | +22 | 19 |
| 5  | Lugi HF            | 18 | 8  | 2 | 8  | 310 | 312 | −2  | 18 |
| 6  | Ystads IF          | 18 | 7  | 4 | 7  | 320 | 325 | −5  | 18 |
| 7  | SoIK Hellas        | 18 | 8  | 1 | 9  | 329 | 345 | −16 | 17 |
| 8  | IFK Malmö          | 18 | 7  | 2 | 9  | 283 | 287 | −4  | 16 |
| 9  | IF Saab (RM)       | 18 | 7  | 1 | 10 | 332 | 339 | −7  | 15 |
| 10 | IFK Lidingö (U)    | 18 | 4  | 1 | 13 | 329 | 361 | −32 | 9  |

## SM-slutspel

### Semifinaler
- ? 1975: HK Drott-Västra Frölunda IF 15-15, 14-14, 16-14 (omspel, HK Drott vidare)
- ? 1975: IFK Kristianstad-IK Heim 15-17, 20-15, 14-13 (omspel, IFK Kristianstad vidare)

### Finaler
- 1975: HK Drott-IFK Kristianstad 18-18, 14-12 (HK Drott svenska mästare)

## Skytteligan
- Bertil Söderberg, IFK Lidingö - 18 matcher, 136 mål[1]

### Fotnoter
1. ↑  ”Skytteligan 2011 – 2012”. Svenska handbollsförbundet. 1 mars 2012. http://www.svenskhandboll.se/ImageVaultFiles/id_2951/cf_31/Elit_Herrar_Skyttekungar.PDF. Läst 3 juni 2015.